# Gianfilippo Pedote
Gianfilippo Pedote (Milano, 23 novembre 1952) è un produttore cinematografico italiano.

## Biografia
Gianfilippo Pedote è nato a Milano, il 23 novembre 1952 ed è produttore per il cinema e la televisione. Ha prodotto film lungometraggi come Fame Chimica di Paolo Vari e Antonio Bocola; Tutto parla di te di Alina Marazzi (per il quale nel 2012 riceve il Premio Taodue per il miglior produttore alla Festa del Cinema di Roma), Il Mnemonista, di Paolo Rosa; Tartarughe dal becco d'ascia di Antonio Syxty; diversi documentari tra cui  La situazione di Alessandro Piva, Un'ora sola ti vorrei e Vogliamo anche le rose di Alina Marazzi, Noi Non siamo come James Bond di Mario Balsamo; cortometraggi come Anima Mundi e Evidence, di Godfrey Reggio con musiche di Philip Glass; Il Pratone Casilino di Giuseppe Bertolucci; Pompeo di A. Bocola e P. Vari. È stato regista di alcuni documentari di argomento sociale e per diversi programmi della Rai. È stato direttore associato di Fabrica di Benetton (1994/95, direttore Godfrey Reggio) e, nel 1980, cofondatore del festival Filmmaker, con Silvano Cavatorta. Da diversi anni svolge regolarmente attività didattica presso l'Università Cattolica di Milano e l'Accademia di Belle Arti di Brera. Ha lavorato per 5 anni a Radio Popolare dove è stato responsabile dei programmi. Nel 2005 ha fondato la società di produzione Mir Cinematografica che ha lasciato nel dicembre 2015.
Attualmente è socio della casa di produzione cinematografica Blue Joint Film e di CDV - Casa delle Visioni, con cui ha prodotto il documentario Selfie di Agostino Ferrente, presentato al Berlin Film Festival nel 2019, nominato agli European Film Awards e vincitore del Premio David di Donatello come Miglior Documentario.

## Filmografia
- Anima Mundi, regia di Godfrey Reggio (1992)
- Il pratone casilino, regia di Giuseppe Bertolucci (1996)
- Tartarughe dal becco d'ascia, regia di Antonio Syxty (2000)
- Il mnemonista, regia di Paolo Rosa (2000)
- Un'ora sola ti vorrei, regia di Alina Marazzi (2002)
- Fame chimica, regia di Antonio Bocola e Paolo Vari (2003)
- Per sempre, regia di Alina Marazzi (2005)
- Italian Dream, regia di Sandro Baldoni (2007)
- Vogliamo anche le rose, regia di Alina Marazzi (2007)
- Lo zio Sem e il sogno bosniaco, regia di Chiara Brambilla (2008)
- Fuga dal call center, regia di Federico Rizzo (2008)
- Gladio: l'esercito segreto della Nato, regia di Andreas Pichler (2010)
- Tutto parla di te, regia di Alina Marazzi (2012)
- Noi non siamo come James Bond, regia di Mario Balsamo (2012)
- Selfie, regia di Agostino Ferrente (2019)